# Teluk Panji II
Teluk Panji II is een bestuurslaag in het regentschap Labuhan Batu Selatan van de provincie Noord-Sumatra, Indonesië. Teluk Panji II telt 1286 inwoners (volkstelling 2010).